# Psychoda transversa
Psychoda transversa är en tvåvingeart som beskrevs av Enrico Adelelmo Brunetti 1911. Psychoda transversa ingår i släktet Psychoda och familjen fjärilsmyggor. Inga underarter finns listade i Catalogue of Life.